# FAM3B
FAM3B (англ. Family with sequence similarity 3 member B) – білок, який кодується однойменним геном, розташованим у людей на короткому плечі 21-ї хромосоми. Довжина поліпептидного ланцюга білка становить 235 амінокислот, а молекулярна маса — 25 982.
| 10         |  | 20         |  | 30         |  | 40         |  | 50         |
| ---------- |  | ---------- |  | ---------- |  | ---------- |  | ---------- |
| MRPLAGGLLK |  | VVFVVFASLC |  | AWYSGYLLAE |  | LIPDAPLSSA |  | AYSIRSIGER |
| PVLKAPVPKR |  | QKCDHWTPCP |  | SDTYAYRLLS |  | GGGRSKYAKI |  | CFEDNLLMGE |
| QLGNVARGIN |  | IAIVNYVTGN |  | VTATRCFDMY |  | EGDNSGPMTK |  | FIQSAAPKSL |
| LFMVTYDDGS |  | TRLNNDAKNA |  | IEALGSKEIR |  | NMKFRSSWVF |  | IAAKGLELPS |
| EIQREKINHS |  | DAKNNRYSGW |  | PAEIQIEGCI |  | PKERS      |  |            |

A: Аланін

C: Цистеїн

D: Аспарагінова кислота

E: Глутамінова кислота

F: Фенілаланін

G: Гліцин

H: Гістидин

I: Ізолейцин

K: Лізин

L: Лейцин

M: Метіонін

N: Аспарагін

P: Пролін

Q: Глутамін

R: Аргінін

S: Серин

T: Треонін

V: Валін

W: Триптофан

Кодований геном білок за функцією належить до цитокінів. 
Задіяний у таких біологічних процесах, як апоптоз, альтернативний сплайсинг. 
Секретований назовні.